# Regia Camera della Sommaria
La Regia Camera della Sommaria (1269 circa - 1806) fu un organo amministrativo, giurisdizionale e consultivo operante nei regimi angioino e aragonese nel Regno di Napoli.
La Regia Camera della Sommaria esaminava i conti del regio tesoro, dei ricevitori provinciali e di tutti gli altri funzionari ai quali era affidato denaro pubblico, i rendiconti dei pubblici amministratori, i conti relativi alle imposizioni fiscali delle universitates. Di fatto, tutelava le universitates dagli abusi dei baroni e dei governatori.
Col termine Sommaria (Summaria) si fa riferimento "a una precisa procedura cui si ricorreva quando le circostanze imponevano l'adozione di una decisione immediata senza le lungaggini delle forme ordinarie: è la procedura abbreviata del summatim cognoscere, contemplata nel diritto romano, e chiamata nel linguaggio giuridico
“postclassico” cognitio de plano".
In sostituzione della Regia Camera della Sommaria, nel 1807 fu istituita da Giuseppe Bonaparte la successiva Regia Corte dei Conti.

## Storia
L'esistenza della Regia Camera della Sommaria nell'ordinamento statuale angioino già al tempo di Carlo I d'Angiò (almeno dal 1269) è ampiamente documentata nei registri della Cancelleria angioina. I sovrani Roberto e Giovanna ebbero cura di definirne le prerogative e i limiti d'azione; agli inizi del XV secolo re Ladislao si preoccupò di riformarla. Nasce su impulso angioino come tribunale (con il nome di Camera summarie rationis) slegato dal controllo della magna curia e vincolato all'influenza della corona.
La Regia Camera della Sommaria fu poi riordinata nel 1444 da Alfonso V d'Aragona, che - nell'ambito della sua riforma dell'ordinamento giudiziario - unificò due organi: la Magna Curia Magistrorum Rationarum (Corte dei Maestri Razionali) e la Summaria audentia rationum (Camera dei Conti). Si tenga conto, peraltro, del fatto che, in latino, ratio significa anche conteggio, enumerazione, calcolo (da cui il termine ragioneria).
La Regia Camera fu proclamata da re Ferrante (Ferdinando I di Napoli) Tribunale Supremo, con competenza a giudicare in materia fiscale.
Nel 1807, dopo più di tre secoli di attività, la Regia Camera della Sommaria cedette il passo alla Regia Corte dei Conti. Il nuovo organismo, che raccoglieva l'eredità dell'antico tribunale, gli subentrava di diritto anche nel controllo dell'archivio documentario.
Giuseppe Bonaparte nel 1808 era però partito alla volta della Spagna e Gioacchino Murat avrebbe preso il suo posto sul trono napoletano. I nuovi vertici politici presero visione del progetto di riforma ma non vi mostrarono particolare interesse. Tuttavia, con decreto promulgato il 22 dicembre 1808 (che segna l'atto di nascita dell'archivio generale del regno), si stabilì che "tutte le carte relative agli interessi delle universitas esistenti nei tribunali della capitale, nel Grande Archivio della Camera della Sommaria e in quei che dalla medesima dipendevano, si unischino e formino un solo Archivio Comunale sotto la immediata dipendenza del Ministero dell'Interno." La soppressione della Regia Camera si fonde dunque con la nascita dell'Archivio di Stato di Napoli, che nasce come "Archivio generale del Regno", allo scopo di riunire in un unico locale gli antichi archivi delle istituzioni esistenti fino all'arrivo di Giuseppe Bonaparte a Napoli nel 1806.
Furono così concentrati gli archivi della Regia Camera della Sommaria, cui appartenevano i volumi dei catasti onciari relativi a tutti i comuni del regno, della Cancelleria, delle Segreterie di Stato dell'epoca vicereale, dei supremi organi consultivi dello Stato (Consiglio Collaterale, Real Camera di Santa Chiara), del Cappellano Maggiore e dei massimi organi giudiziari dello Stato (Sacro Regio Consiglio, Gran Corte della Vicaria) e le carte di altri numerosi organi statali.

## Istituzione del Regno

### Compiti amministrativi
La Regia Camera trattava sia gli affari amministrativi che le cause giudiziarie concernenti il fisco. Cumulava quindi le funzioni di revisore dei conti (precedentemente attribuiti alla Summaria Audentia Rationum) e di giudice (di primo e secondo grado, come si vedrà più avanti) in sostituzione della Curia Magistrorum Rationarum.

I compiti amministrativi erano però essenzialmente quelli di revisore dei conti, sia dello Stato che delle universitas, esercitando funzioni consuntive (rendiconto) in materia finanziaria.

### Compiti consultivi
Esiste nei vari Archivi di Stato dell'Italia meridionale una copiosa documentazione relativa alla regia Camera come organo consultivo del Governo in materia finanziaria; per lo più, si tratta di atti noti con il nome di "consulte" (ovvero consulenze, pareri).

### Compiti giurisdizionali
La camera svolgeva altresì attività giurisdizionale di primo grado in tutte le cause che avessero un purchessia interesse fiscale.
La regia camera era anche giudice di secondo grado per le sentenze emesse (sempre in materia tributaria) dai tribunali della Regia Dogana della Mena delle Pecore di Foggia (cosiddetta "Dogana Grande") e delle Doganelle d'Abruzzo.
Nei primi tempi, contro le decisioni della Sommaria era ammesso ricorso al Sacro Regio Consiglio, ma nel 1482 Ferdinando I d'Aragona ne fece un Tribunale supremo, le cui decisioni cioè non erano appellabili ad altri tribunali.

In buona sostanza, si andava delineando il nucleo di quello che (a partire dal XIX secolo) sarebbe stato il complesso del cosiddetto contenzioso amministrativo, in seguito devoluto al Consiglio di Stato.
La Sommaria trattava tutte le cause in cui fosse coinvolto, come attore o come convenuto, il regio fisco e i contenziosi che riguardavano le universitas (comuni) e i feudatari, che avessero, in qualche modo, implicazione con la materia fiscale.

### Composizione
Al vertice della Camera della Sommaria vi fu, dal 1540, un luogotenente, così chiamato perché in origine era il luogotenente del Gran Camerario (carica ministeriale della Corona Sveva), carica diventata nel corso dei secoli puramente onorifica ed attribuita solo a giuristi. Altri membri della Regia Camera erano:
- i presidenti togati ("commissari"), fra i quali erano ripartiti i vari settori di competenza in base ad un provvedimento annuale detto "commessa generale", fatto dal luogotenente;
- i presidenti "brevioris togae";
- gli avvocati fiscali;
- il procuratore fiscale;
- l'avvocato dei poveri.

Altri componenti erano:
- gli attuari (scrivani, ovvero impiegati incaricati della cura degli atti)[5];
- i razionali (antesignani dei ragionieri), che si occupavano della revisione materiale dei conti;
- gli uscieri[6].

## Sede storica
In Napoli, dentro l'edificio noto come Castel Capuano, il cosiddetto Salone dei Busti, noto anche con il nome di Maggior Sala, un tempo fu la sede delle udienze della Regia Camera della Sommaria, trasferitasi in Castel Capuano nel 1538, quando il Gran Viceré Don Pedro de Toledo volle riunire in una sede unica tutti i vari tribunali sparsi per la città.
Il Salone fu decorato in età borbonica, e in un piccolo ambiente adiacente vi è la splendida Cappella della Sommaria, così chiamata perché vi pregavano i magistrati della stessa Camera prima di riunirsi per le loro deliberazioni. Le decorazioni della Cappella sono costituite da pitture ad affresco, rilegate in scomparti di stucchi dorati.

## Presidenti
- Lupo de Spejo - Presidente della Regia Camera della Sommaria nel 1444 e nel 1446 vedi Toppi
- Giacomo de Cilmis - Presidente della Regia Camera della Sommaria dal 1444 al 1454
- Girolamo Quattromani - Presidente della Regia Camera della Sommaria nel 1451 vedi Toppi
- Nicola Porcinari - Presidente della Regia Camera della Sommaria nel 1456
- Gualtiero Poerio - Presidente della Regia Camera della Sommaria nel 1456 vedi Toppi
- Marino Minerva - Presidente della Regia Camera della Sommaria nel 1479
- Nicola D'Amato - Presidente della Regia Camera della Sommaria dal 1498 vedi Toppi
- Pietro Gironda vedi V. Spiriti, e Toppi De Or...
- Simone Vaaz - Presidente della Regia Camera della Sommaria dal 1614
- Fabrizio Cennamo - Presidente della Regia Camera della Sommaria nel 1647[7]
- Giulio Genoino - Presidente della Regia Camera della Sommaria nel 1648[8]
- Carlo Calà - Presidente della Regia Camera della Sommaria dal 23 maggio 1652[9]
- Giovanni Ippolito Porcinari - Presidente della Regia Camera della Sommaria nel 1707
- Antonio Coppola (conte) - Presidente della Regia Camera della Sommaria dal 1731
- Cesare Coppola (conte) - Presidente della Regia Camera della Sommaria nel 1745
- Vincenzo Natoli - Presidente della Regia Camera della Sommaria nel 1750
- Vincenzo Mazzarra (Marchese di Torre de' Passeri) - Presidente della Regia Camera della Sommaria nel 1751
- Domenico Caravita - Presidente della Regia Camera della Sommaria nel 1752
- Matteo de Sarno (Marchese Napoletano e Patrizio Beneventano) - Presidente della Regia Camera della Sommaria dal 1753 al 1754
- Tommaso Maria Farina - Presidente della Regia Camera della Sommaria nel 1755
- Nicola di Crescenzio - Presidente della Regia Camera della Sommaria nel 1756
- Domenico Figliola - Presidente della Regia Camera della Sommaria nel 1757
- Giovanni Celentano - Presidente della Regia Camera della Sommaria nel 1758
- Bernardino Bolza - Presidente della Regia Camera della Sommaria nel 1759
- Cesare Coppola (Conte) - Presidente della Regia Camera della Sommaria nel 1760
- Francesco Rapolla (Giurista) - Presidente della Regia Camera della Sommaria nel 1761
- Diodato Targiani - Presidente della Regia Camera della Sommaria nel 1767
- Cesare Coppola (Conte) - Presidente della Regia Camera della Sommaria nel 1770
- Giuseppe de Gemmis - Presidente della Regia Camera della Sommaria dal 1775 al 1792
- Domenico Potenza - Presidente della Regia Camera della Sommaria dal 1797